# Amomum biflorum
Amomum biflorum är en enhjärtbladig växtart som beskrevs av William Jack. Amomum biflorum ingår i släktet Amomum och familjen Zingiberaceae. IUCN kategoriserar arten globalt som livskraftig. Inga underarter finns listade i Catalogue of Life.